# Pany
Pany ist ein Dorf im mittleren Prättigau im Schweizer Kanton Graubünden. Pany gehört seit 1892 zur Gemeinde Luzein.

## Geschichte

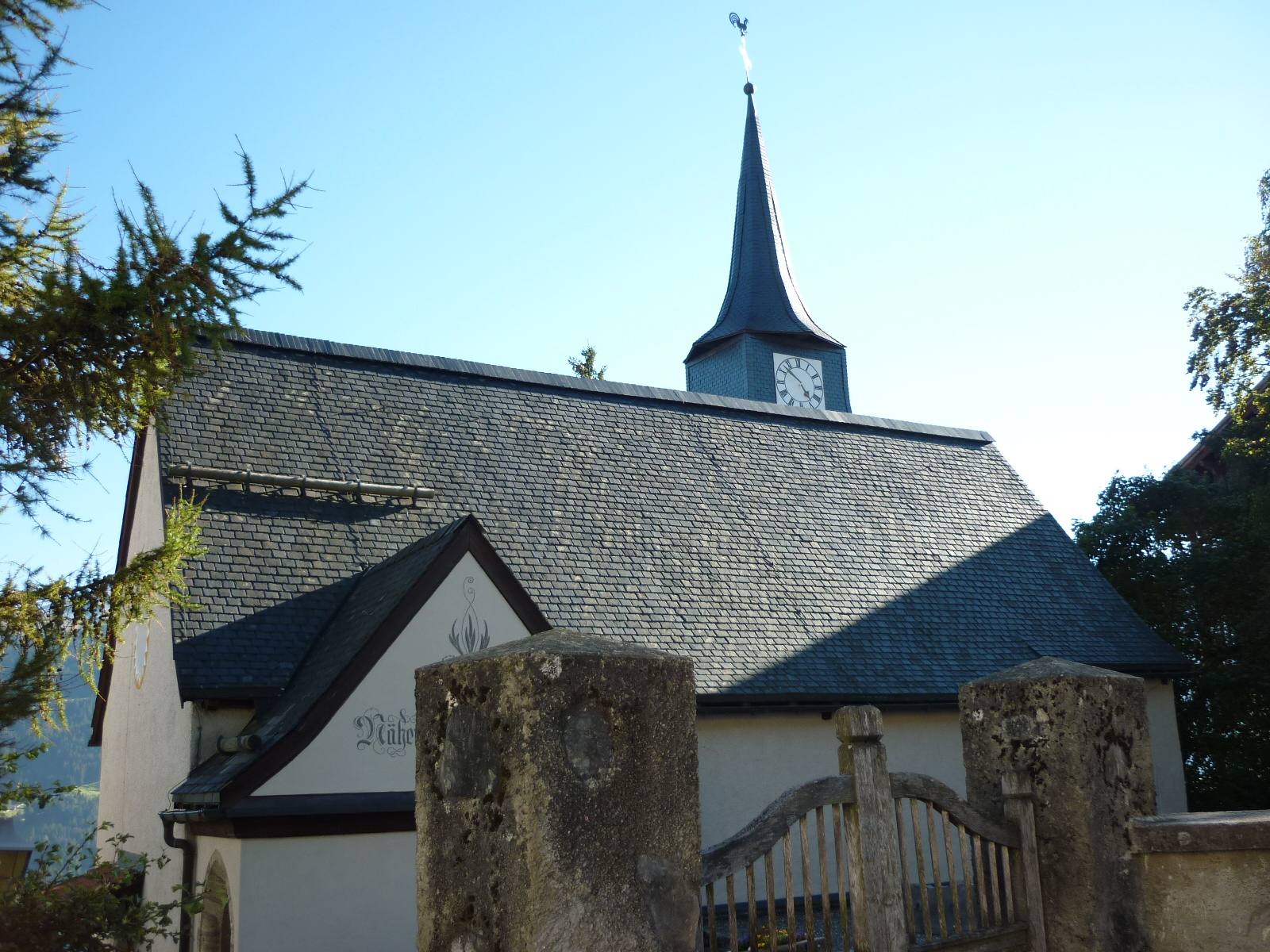
Reformierte Kirche Pany

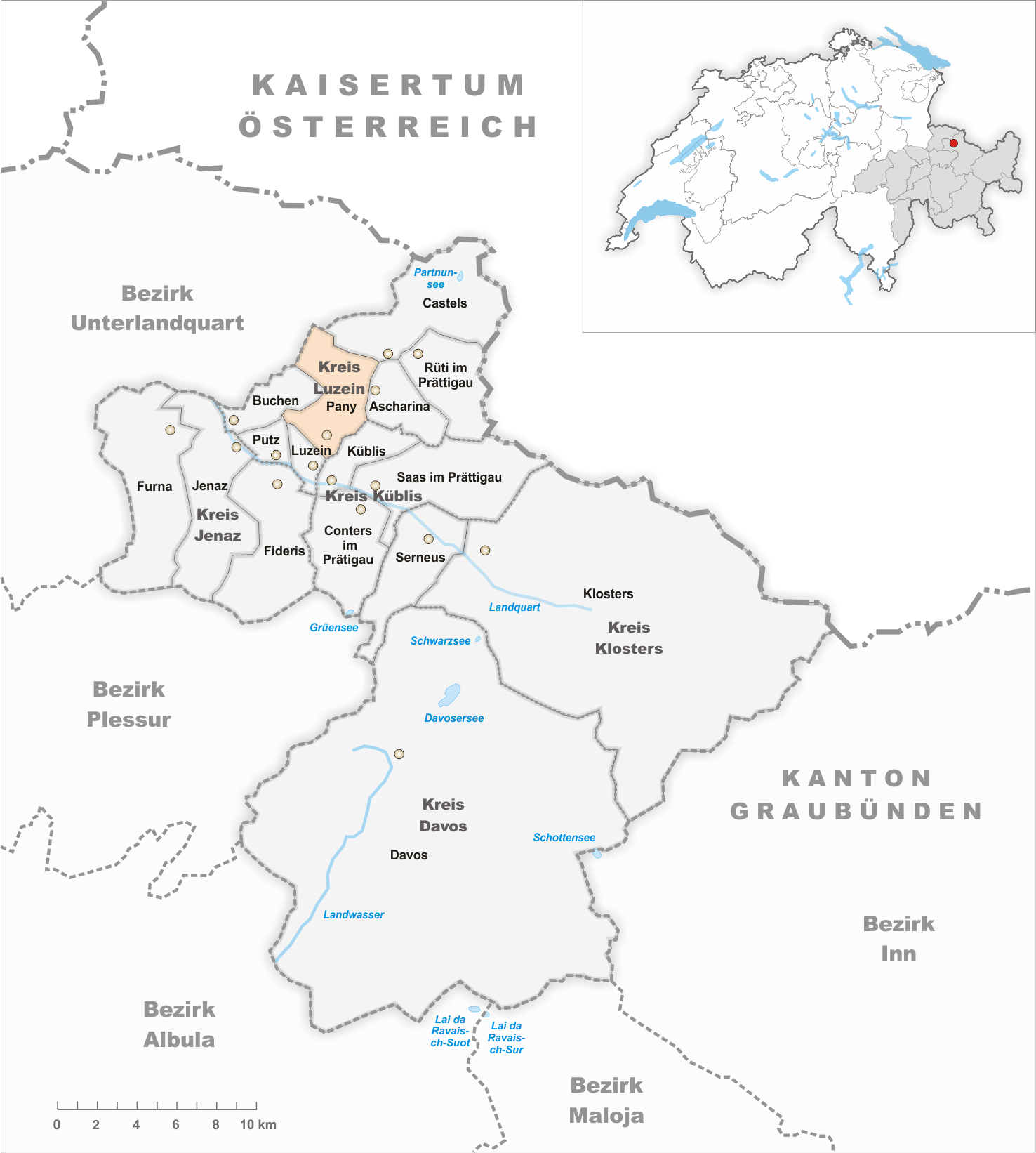
Die Lage der Gemeinden vor der Fusion (Stand ca. 1850)

Pany ist eine Hang- und Streusiedlung an der Strasse Küblis–St. Antönien im Prättigau im Kanton Graubünden in der Schweiz. Pany, wo sich auch der Sitz der Gemeindeverwaltung befindet, ist die grösste Fraktion der Gemeinde Luzein, zu der es seit 1892 gehört. Ersturkundlich erwähnt ist die Siedlung 1411 als Pynnuew. Die Flurnamen sind überwiegend rätoromanisch und haben den frühneuzeitlichen Sprachwechsel der Region zum Deutschen nach der Einwanderung der Walser überdauert. Die vormals selbständige Gemeinde am Luzeinerberg umfasste zahlreiche Einzelhöfe sowie den Weiler Gadenstätt. Die Gemeinde fusionierte 1892 zusammen mit Buchen im Prättigau und Putz zur Gemeinde Luzein.
Eine Burgstelle befindet sich beim Weiler Rosenberg mit Kleinfunden aus dem 13. bis 15. Jahrhundert. Pany gehörte kirchlich bis um 1535 zur Pfarrei Jenaz, danach zur Pfarrei Luzein. Die eigene Kirche wurde 1705 erbaut. Pany ist primär landwirtschaftlich geprägt. Daneben entwickelte sich im 20. Jahrhundert der Fremdenverkehr.
1927 entstand die Bergpoststrecke Küblis–Pany, 1930 das Schwimmbad, 1955 und 1973 kamen Skilifte hinzu. Der Zersiedlung durch starke Bautätigkeit – 1958 bis 1988 wurden ca. 130 Ferienhäuser errichtet – wird mit dem neuen Zonenplan von 1984 entgegengewirkt. Seit 1968 steht in Pany die Zentralschule (Primar- und Realstufe) der Gemeinde Luzein.
| Jahr          | 1991    | 2001 |
| Einwohnerzahl | ca. 500 | 566  |

## Bevölkerung und Infrastruktur
Die Einwohnerzahl der nach wie vor stark landwirtschaftlich geprägten Hangsiedlung betrug 2001 ca. 560 Personen. Seit 1927 wird Pany durch die Postautostrasse Küblis–St. Antönien erschlossen.

## Tourismus
Pany ist als Sommer- und Winterferienort das touristische Zentrum des vorderen und mittleren Prättigaus, mit einem grossen Angebot an Ferienwohnungen/Chalets. Zur touristischen Infrastruktur gehört seit 1930 ein alpines Schwimmbad. Später kamen ein Skilift mit vier Skipisten dazu und weitere Winterangebote (Schlitteln, Winterwandern, Langlauf, Pferdeschleipffahrt) sowie Sommerangebote (Wanderwegnetz, Bikerouten, Erlebniswanderweg Re-Ra-Raetikon u. a.). Ende des 20. Jahrhunderts entstand ein Reka-Feriendorf. 2015 wurde der touristische Betrieb vom Tourismusverein Pany-Luzein Tourismus an die Gemeinde Luzein übergeben.
Die reformierte Dorfkirche stammt aus dem Jahre 1705 und steht unter Denkmalschutz.
Pany beherbergt die Primarschule der Gemeinde Luzein.

## Persönlichkeiten
- Georg Fient (1845–1915), Lehrer, Beamter, Zeitungsredaktor und Mundartschriftsteller
- Peter Steiner (1917–2007), Alpöhi, Werbefigur und Musiker